# Microctenonyx
Microctenonyx és un gènere d'aranyes araneomorfes de la subfamília Erigoninae, dins de la família Linyphiidae. Es pot trobar a la zona holàrtica i a l'Àfrica Occidental.
Fou descrit per primera vegada per Friedrich Dahl l'any 1886.
És sinònim dels gèneresAlaxchelicera (Butler, 1932) i Aulacocyba (Simon, 1926)

## Llista d'espècies
Segons The World Spider Catalog 12.0:
- Microctenonyx apuliae (Caporiacco, 1951)
- Microctenonyx cavifrons (Caporiacco, 1935)
- Microctenonyx evansae (Locket & Russell-Smith, 1980)
- Microctenonyx subitaneus (O. Pickard-Cambridge, 1875) (Espècie tipus)